# Noise floor
Noise floor is een studioalbum van Spock's Beard.
Noise floor is de scheiding tussen niet hoorbare en wel hoorbare achtergrondgeluiden. Ten opzichte van het vorige studioalbum The oblivion particle (2015) is drummer Jimmy Keegan alweer verdwenen. De muziekgroep zat dus zonder drummer en vroeg ex-lid Nick D'Virgilio de drumpartijen in te spelen. Die stemde toe, maar wel met de mededeling dat hij het druk had met zijn werkzaamheden in de Sweetwater geluidsstudio dat hij niet mee kon op een eventuele promotietournee. Het album is grotendeels opgenomen in The Mouse House in Altadena (Californië) van muziekproducent Rich Mouser. De drumpartijen werden opgenomen in de eerdergenoemde Sweetwater Studio in Fort Wayne (Indiana), dus daadwerkelijk contact tussen drummer en band heeft waarschijnlijk niet plaatsgevonden. Alan Morse nam enkele gitaarpartijen op in zijn privéstudio. Co-producent John Boegehold is geen bandlid van de band, maar wel al vanaf de oprichting van de band betrokken bij Spock's Beard.
De muziek die in de beginjaren werd overheerst door de inbreng van Neal Morse werd gevarieerder. Ieder lid kwam vanuit huis met zijn eigen inbreng, vervolgens gingen de anderen zich ermee bemoeien. Dat eerste had tot resultaat dat de muziek in basis steeds verschilde met de andere nummers. Dat laatste bond de muziek samen binnen het palet van klank binnen Spock’s Beard.  Zo kon een afwijkend technisch nummer als Box of spiders toch op een album terecht komen. Deze werkwijze voorkwam dat de band eindeloos in een geluidsstudio moest discussiëren, terwijl een nummer uiteindelijk toch niet het gewenste resultaat zou brengen. Dit aldus Dave Meros in IO Pages. 
Het album kreeg ondanks dat een lang nummer ontbrak een goede ontvangst in de niche van de progressieve rock en haalde in Duitssprekende landen een redelijke notering in de albumlijsten, al zij het voor slechts één week. Ook in Nederland en België haalde het weliswaar de albumlijsten voor één week, maar haalde er niet de Top 100. Omdat de band te veel materiaal zou hebben aangedragen voor één compact disc, werd de persing uitgebreid met tracks die niet bij het album pasten, maar wel goed genoeg om uit te brengen.

## Musici
- Ted Leonard – zang
- Dave Meros – basgitaar, zang
- Ryo Okumoto – toetsinstrumenten, waaronder hammondorgel en mellotron
- Alan Morse – gitaar, zang

Met
- Nick D'Virgilio – drumstel, zang
- Eric Gorfain – viool
- Leah Katz – altviool
- Richard Dodd – cello
- David Robertson – althobo

Gorfain, Katz en Dodd vormen ¾ van het The Section Quartet een strijkkwartet dat rockmuziek speelt.

## Muziek
| Nr. | Titel                                        | Duur |
| --- | -------------------------------------------- | ---- |
| 1.  | To breathe another day (Boegehold, Okumoto)  | 5:38 |
| 2.  | What becomes of me (Boegehold)               | 6:11 |
| 3.  | Somebody’s home (Leonard, Morse)             | 6:32 |
| 4.  | Have we all gone crazy yet? (Morse, Leonard) | 8:07 |
| 5.  | So this is life (Morse, Stan Ausmus)         | 5:36 |
| 6.  | One so wise (Stan Ausmus)                    | 6:58 |
| 7.  | Box of spiders (Okumoto (instrumentaal))     | 5:29 |
| 8.  | Beginnings (Okumoto, Leonard)                | 7:25 |

| Nr. | Titel                                          | Duur |
| --- | ---------------------------------------------- | ---- |
| 1.  | Days we’ll remember (Boegehold)                | 4:15 |
| 2.  | Bulletproof (Boegehold)                        | 4:41 |
| 3.  | Vault (Leonard)                                | 4:49 |
| 4.  | Armageddon nervous (Boegehold (instrumentaal)) | 3:32 |